# Sociologie visuelle
Au sein des sciences humaines, la « sociologie visuelle » est la partie de la sociologie qui utilise l’image ou un autre medium visuel (photographie, vidéo, dessin animé, bande dessinée), pour mieux comprendre ou décrire ce qu’elle montre (la culture et la société figurées sur l’image) et/ou ce que l’image dit de celui qui l’a produite.

## Histoire
Dans la foulée du développement des techniques photographiques, le journaliste, photographe et réformateur américain Jacob Riis, dès 1890, entreprend de décrire et de montrer, à travers la photo, la condition sociale des quartiers défavorisés de New York. Au cours de la même période, le sociologue Lewis Hine (1874-1940), à la fois documentariste et photographe, entreprend d’utiliser pour la première fois la photographie comme outil documentaire afin de mettre en lumière les conditions de travail dans lesquelles se retrouvent les enfants. Tout le courant de réforme sociale du début du XXe siècle, aux États-Unis, pour sa part, est grandement tributaire de la photographie et des travaux des sociologues. D’ailleurs, les différents numéros de l’American Journal of Sociology, de 1896 à 1916, comportent un important lot de photographies servant à appuyer les avancées théoriques et les hypothèses alors formulées. Il est également intéressant de constater que l’article du sociologue américain Frank Wilson Blackmar (1854-1931), The Smoky Pilgrims, relatant la vie de deux familles pauvres du Kansas à travers la photographie, seront par la suite repris par Howard Becker (Photography and Sociology), Erwin Goffman (Gender Advertisements — ritualisation de la féminité dans la publicité) et Douglas Harper (Good Good Company, Working Knowledge) et feront l’objet d’une application concrète en ce qui concerne l’analyse de l’image et son utilisation en sociologie. Comme le souligne Elizabeth Chaplin, ces études démontrent que « lorsque des sociologues, qui sont aussi photographes, produisent des images qui possèdent à la fois une finalité documentaire et certaines qualités esthétiques, celles-ci génèrent, une fois combinées à un texte descriptif, une pratique sociologique enrichie. » Au XXe siècle, il importe de souligner les importantes contributions de Gregory Bateson et Margaret Mead et leur célèbre ouvrage Balinese Character : a Photographic Analysis (1942), ainsi que les travaux de John Collier et Malcolm Collier (1986) avec leurs techniques de production filmique comme inventaire de la culture matérielle. À ne pas oublier Tim Asch, qui se servit du film pour décrire la vie sociale du Cap Breton en 1950, et finalement, Pierre Bourdieu qui soulignait que « L’étude de la pratique photographique et de la signification de l’image photographique est une occasion privilégiée de mettre en œuvre une méthode originale tendant à saisir dans une compréhension totale les régularités objectives des conduites et l’expérience vécue de ces conduites. »  (Extrait du livre « Sociologie visuelle - Une introduction » et autorisé par l'auteur).
La sociologie visuelle, l’une des méthodes récemment produites par les sciences sociales, cherche dès lors à tirer profit d'un monde qui produit de plus en plus d’images et y baigne, au profit d’une culture visuelle qui grandit et évolue rapidement.

## Principes
La « sociologie visuelle » analyse l’image documentaire, substitutive, artistique, digitale, d'archive. 
Les séries temporelles d’images ou la re-photographie présentant les costumes, les véhicules, les voies de circulation, les paysages agricoles, les paysages industriels ou balnéaires sont aussi un moyen de visualisation du changement social, urbain notamment.
Les techniques visuelles et notamment le film ou la photographie peuvent venir épauler l’enquête qualitative de terrain , avec toutefois des nécessités légales d’anonymisation de la personne qui peuvent varier selon les époques et les pays.

## Sociologiede l’image
Selon Elizabeth Chaplin et Pascal Moliner, une image ne montre pas toujours ce qu’elle signifie,. Elle possède un pouvoir de symbolisation sur les personnes qui observent cette image. La symbolisation est un processus de représentation mentale d’un objet, d’une situation, qui nous permet d’imaginer le monde, avec une certaine liberté. Cette liberté nous est donnée par notre imaginaire, qui permet cette symbolisation,.
La symbolique d’une image est propre à la personne considérée puisque les représentations mentales sont basées sur les expériences antérieures, vécues par cette personne, ainsi que sur le souvenir. La signification d’une même image peut donc être différente pour plusieurs personnes, ayant eu des parcours différents dans le passé. Cela explique que l’image soit capable de faire naître des sentiments et des émotions chez l’observateur,.
Le contexte de la prise de vue joue aussi un rôle dans ce processus de symbolisation (lieu, date, auteur, motivations, contexte politique de la prise de vue).
L’image présente aussi un manque de neutralité. Comme le montre Michel Perrin, dans « Regards croisés. La photographie, entre données et emblèmes », des cadrages différents pour une même situation photographiée témoignent d’un point du vue différent de l’auteur sur la situation et d’un message véhiculé par lui différent,. On peut notamment remarquer que le cadrage serré sur une personne accentue le côté exotique alors que le cadre plus large offre une vue plus globale, découvrant ainsi des détails, cachés par la vue plus rapprochée.
La matérialité de l’image joue aussi un rôle car elle nous raconte l’histoire de l’image. Le ton de la photo (sépia, noir et blanc, couleur), les éventuels changements de supports, les découpages, annotations, l’usure, la mise en cadre… sont autant d’éléments traduisant une intention particulière de celui qui la possède. La photographie est donc un objet social, qui devient actif dans l’histoire et la sociologie et dont la matérialité participe à l’expérience visuelle de l’observateur. Cette expérience peut aller jusqu’à influencer l’interprétation, voire la lecture de l’image.
Même si l’image représente quelque chose de réel (puisque le sujet ou l’objet a été fixé à un moment donnée sur la photo), elle ne correspond pas au réel. Le photographe a fait de nombreux choix, il sélectionne des éléments du réel pour faire sa photo. Par exemple, le cadrage, définissant un hors-champ et un champ montrant qu’une certaine partie de la scène, la distance entre le photographe et le sujet de l’image, l’éclairage, le sujet ou les objets ainsi que leur dispositions dans le champ… Tout cela contribue au fait d’estomper la neutralité de l’image. À l’inverse, lors du processus de fixation du réel sur son support, le photographe n’a pas la possibilité de supprimer tous les détails de son image. Un des grands atouts de la photographie est de fixer le moment. L’image qui s’ensuit contiendra alors toutes sortes de détails, parfois indécelables de notre œil tant il sélectionne les données visuelles qui lui arrivent. Ce sont ces détails qui sont utilisés par les anthropologues et ethnographes pour mener leurs recherches.

## Sociologieavec l’image
Non seulement l’image peut être utilisée comme objet d’étude sociale, mais il est aussi possible de faire de la sociologie avec l’image. Les images, et à plus larges termes, les représentations visuelles, témoignent de la société à un moment donné de l’histoire. Les analyser permet d’étudier notamment les habitudes et les relations sociales. Plusieurs méthodes peuvent être utilisées, dont : 
- La re-photographie est un concept de reconstitution d’une image à partir d’autres images du même lieu, prises du même point de vue mais à des époques différentes[23]. Cette technique permet de reconstituer l’histoire (paysagère, sociale…) d’un lieu en montrant son évolution dans le temps.
- Les sciences sociales utilisent également la photo-élicitation lors de sondages et d’interview. Ce principe repose sur l’introduction d’un support visuel (photographie, film[24], dessin…) lors de la conversation[25]. Les résultats produits avec ce type de méthode sont plus constructifs et plus riches en informations que des entretiens standards. Cette différence de résultats s’explique par des processus cognitifs mis en jeu différents[22] lorsqu’il s’agit de la parole et de l’image.

Il existe aussi une approche participative de la recherche en sciences sociales.
- L’auto-confrontation est une technique utilisée en parallèle avec la photo-élicitation[26] qui consiste à enregistrer et photographier l’interviewé durant l’entretien pour ensuite lui repasser la bande sonore et les images. Le participant peut alors retrouver ses réactions et les commenter à postériori[27]. Le but est d’obtenir des informations supplémentaires sur le sujet en question. Une variante de la méthode est l’auto-confrontation croisée, consistant à faire commenter l’enregistrement d’une personne par une autre personne.
- La photo-voice est un autre concept participatif qui aide les chercheurs dans la compréhension des problèmes que rencontrent des groupes sociaux marginalisés[28]. Les personnes échantillonnées participant à l’enquête sont munies d’un appareil photo et photographient leur vie quotidienne (lieu de vie, pratiques sociales, lieu de travail…) pour mettre en lumière les points forts, les points faibles et les problèmes qu’ils rencontrent. Les photos sont ensuite triées et sélectionnées.

La recherche en sciences sociales est donc riche en concepts et techniques utilisant les images comme support d’analyse et instrument de recherche.

## Présupposé
Parce que la vue (via le regard) est un « sens privilégié de la connaissance du monde »; ’image et sa  polysémie peuvent   être utilisées, interprétées en complément des approches d’observation participante, car l’image est ou peut être un « langage utilisé pour une description de la réalité sociale, l’image envahit le domaine des sciences sociales et s’affirme ainsi comme une nouvelle manière de faire recherche : la sociologie visuelle » selon Fabio La Rocca qui écrit  aussi que l’image peut et même « doit être pensée comme un texte ». 
Pour le sociologue Pierre Fraser de l'Université Laval, la sociologie visuelle part de l’idée que la vue est un « sens privilégié de la connaissance du monde. » Conséquemment, le présupposé de la sociologie visuelle, en tant que démarche scientifique, s’articulerait autour du fait que l’image peut être un « langage utilisé pour une description de la réalité sociale » et que celle-ci « doit être pensée comme un texte. » Toujours dans le même ordre d'idées, Fraser considère que « ce présupposé mérite d’être analysé, car d’une part, il est possible de convenir que l’image peut être un « langage » utilisé pour une description de la réalité sociale à travers la photographie, le film ou le multimédia, et que la sociologie visuelle, de nature qualitative, peut rendre compte de certaines réalités sociales au même titre que la sociologie quantitative est en mesure de le faire, la différence étant dans la forme de présentation des résultats. [...] Partant de là, le présupposé de la sociologie visuelle se fonde effectivement sur l’idée que la vue est un sens privilégié de la connaissance du monde et que sa démarche scientifique s’articule autour du fait que l’image peut être un moyen (et non un langage) pour décrire la réalité sociale. Il faut maintenant voir ce que vaut une image en sociologie visuelle, comment elle est constitutive de la réalité sociale, c’est-à-dire, un modèle d’expression, de communication, de monstration et de démonstration, un outil qui rassemble les trois principes fondamentaux d’une analyse : la description, la recherche des contextes, l’interprétation. »  
Pour le sociologue Simon Langlois, la sociologie visuelle est aussi de plus en plus « un outil de recherche, une méthode d’observation et un mode de restitution de résultats d’enquêtes », c’est-à-dire que « l’image est une donnée de terrain au même titre que l’entretien, le document d’archives, le questionnaire ou la donnée statistique». D’ailleurs, Stanczak, dans son article intitulé Image, Society and Representation, n’a-t-il pas dit : « Les faits ne parlent pas d’eux-mêmes, enseigne-t-on dans nos cours et il en va de même pour les images qui exigent un travail de construction de la part du chercheur». Venant de la part d’un sociologue aussi rompu que Langlois à la sociologie quantitative, la remarque suivante est d’autant plus intéressante : « L’image est aussi un mode d’écriture dans la sociologie visuelle. L’image fait partie de l’argumentation scientifique, tout comme la donnée empirique classique en appui au diagnostic du sociologue. L’image donne sens à une interprétation et elle peut être considérée comme n’importe quelle autre donnée validée dans un énoncé scientifique. La sociologie d’un phénomène social se fait aussi avec l’image. Les publications les plus éclairantes sur le grand mouvement social étudiant qui a marqué la société québécoise en 2012 ont ainsi fait largement appel à l’image non seulement pour illustrer ce qui s’est passé dans la rue et les institutions d’enseignement post secondaires, mais aussi pour en faire l’analyse à la suite d’une construction, d’une interprétation par les sociologues qui les ont choisies. L’image est un mode d’écriture sociologique incontournable [...] » Dans le cadre des pratiques de la sociologie visuelle, l’image peut donc être interprétée en fonction du mode de recherche dans lequel elle s’inscrit : empirique, narratif, réflexif, phénoménologique. Autrement dit, l’image permet une meilleure compréhension de ce qui est observé qu’une simple description dans un carnet de terrain.   